# Code Vein
Code Vein est un jeu vidéo de type action-RPG développé et édité par Bandai Namco Entertainment, sorti le 27 septembre 2019 sur Windows, PlayStation 4 et Xbox One,.

## Système de jeu
Code Vein est un action-RPG à la Souls en vue à la troisième personne se déroulant dans un monde ouvert futuriste, dans lequel le joueur incarne un vampire appelé Revenant dans le jeu,,. 
Les Revenants sont amnésiques et sont pourvus de dons spéciaux. Mais ils ont une telle soif de sang qu'il leur faut satisfaire à tout prix. 
Si par malheur un Revenant n'ait pas étanché sa soif de sang, il se transformera en monstre appelé Déchus, qui sont les ennemis principaux du jeu.
En tant qu'Élu, le joueur peut changer de classe, appelée ici code sanguin, à tout moment. Ces codes sanguins sont:
- Combattant
- Veilleur
- Mage

## Ventes
Le 4 février 2020, Bandai Namco est heureux d'annoncer que Code Vein a dépassé le million de ventes 